# Leontij Gurtjew
Leontij Nikołajewicz Gurtjew (ros. Леонтий Николаевич Гуртьев, ur. 2 lipca?/14 lipca 1891 w Şamaxı, zm. 3 sierpnia 1943 k. wsi Kalinowka w rejonie orłowskim) – radziecki generał major, odznaczony pośmiertnie Złotą Gwiazdą Bohatera Związku Radzieckiego (1943).

## Życiorys
Urodził się w rosyjskiej rodzinie szlacheckiej. Od 1900 mieszkał z rodziną w Poniewieżu, gdzie w 1911 z wyróżnieniem ukończył szkołę realną, później studiował w Charkowskim Instytucie Technologicznym i Petersburskim Instytucie Politechnicznym. W lipcu 1914 został aresztowany za udział w demonstracji robotniczej i na 3 miesiące osadzony w Twierdzy Pietropawłowskiej, w październiku 1914 wcielony do rosyjskiej armii. Od listopada 1914 do lutego 1915 przebywał na froncie, pod Warszawą, w maju 1915 ukończył kursy szkoły chorążych piechoty w Piotrogrodzie i został skierowany do zapasowego batalionu w Tambowie, a w czerwcu 1915 na front. 28 października 1915 dostał się do niewoli, potem do jesieni 1918 był w obozie jenieckim. W grudniu 1918 przybył do Kowrowa, gdzie pracował jako technik, od czerwca 1919 służył w Armii Czerwonej, był dowódcą plutonu i pomocnikiem dowódcy kompanii piechoty, od marca do listopada 1920 jako dowódca kompanii i dowódca batalionu brał udział w wojnie domowej na południu Rosji, m.in. na Kubaniu. 
Po wojnie służył w 13 Dagestańskiej Dywizji Piechoty w Północnokaukaskim Okręgu Wojskowym jako dowódca batalionu, a od lutego 1924 do maja 1931 kolejno pomocnik dowódcy pułku, szef sztabu i tymczasowy p.o. dowódca 37 pułku piechoty, w 1929 ukończył kursy „Wystrieł”. Od maja 1931 dowodził 95 pułkiem piechoty 32 Dywizji Piechoty w Saratowie, w grudniu 1931 został pomocnikiem szefa sztabu 18 Dywizji Piechoty w Jarosławiu, od września 1935 do maja 1936 pomocnikiem szefa sztabu 52 Dywizji Piechoty w Moskiewskim Okręgu Wojskowym, w latach 1936-1939 pomocnikiem naczelnika szkoły wojskowej im. Frunzego w Omsku, a od sierpnia 1939 jej naczelnikiem w stopniu pułkownika. Od sierpnia 1942 uczestniczył w wojnie z Niemcami jako dowódca 308 Dywizji Piechoty w składzie 24 Armii, 1 Gwardyjskiej Armii i 62 Armii Frontu Stalingradzkiego i Dońskiego, brał udział w bitwie pod Stalingradem. 7 grudnia 1942 otrzymał stopień generała majora. W lutym 1943 wraz z dywizją został skierowany na Front Kaliniński, gdzie uczestniczył w operacji rżewsko-wiaziemskiej, w maju 1943 dywizja ta została włączona w skład 3 Armii Frontu Briańskiego, w lipcu 1943 brała udział w bitwie pod Kurskiem. 3 sierpnia 1943 Gurtjew zginął w walce w rejonie orłowskim. Jego imieniem nazwano ulice w Wołgogradzie, Omsku, Orle i Znamience oraz szkołę w Orle. W Orle postawiono jego pomnik.

## Odznaczenia
- Złota Gwiazda Bohatera Związku Radzieckiego (pośmiertnie, 27 sierpnia 1943)
- Order Lenina (pośmiertnie, 27 sierpnia 1943)
- Order Czerwonego Sztandaru (dwukrotnie, 4 maja 1943 i pośmiertnie 4 sierpnia 1943)

I medale.